# Adrián Sánchez (Fußballspieler)
Adrián Guillermo Sánchez (* 14. Mai 1999 in Don Torcuato, Partido Tigre) ist ein argentinischer Fußballspieler auf der Position eines Mittelfeldspielers.

## Karriere
Adrián Sánchez durchlief die Jugendabteilung der Boca Juniors und wurde im Dezember 2019 erstmals in den Profikader berufen, kam jedoch nicht zum Einsatz. Er wurde an den uruguayischen Verein Cerro Largo FC verliehen, um Spielpraxis zu sammeln. Dort gab er im Februar 2020 im Alter von 20 Jahren sein Profidebüt in der 2. Runde der Copa Libertadores gegen den chilenischen Vertreter CD Palestino. Nach seiner Rückkehr zu Boca spielte er zunächst in der Reservemannschaft, ehe er im Februar 2021 erneut verliehen wurde. Diesmal wechselte er zum chilenischen Verein Curicó Unido, bei dem der langjährige Boca-Spieler Martín Palermo Trainer war. Bereits am ersten Spieltag erzielte er sein erstes Profitor beim 2:0-Sieg gegen Deportes Melipilla. Im Februar 2022 folgte eine weitere Leihe, diesmal zu Everton.
Im Januar 2023 wechselte Sánchez auf Leihbasis zum Ligarivalen Atlético Tucumán, der ihn nach der Leihe fest verpflichtete.